# Oligostigma barbararcha
Oligostigma barbararcha is een vlinder uit de familie van de grasmotten (Crambidae), uit de onderfamilie van de Acentropinae. De wetenschappelijke naam van deze soort is voor het eerst gepubliceerd in 1932 door Edward Meyrick.
De soort komt voor in Fiji.